# Tengirhinus tengu
Tengirhinus tengu är en insektsart som beskrevs av Hajime Ishihara. Tengirhinus tengu ingår i släktet Tengirhinus och familjen dvärgstritar. Inga underarter finns listade i Catalogue of Life.